# Evangelische Erwachsenenbildung Sachsen
Die Evangelische Erwachsenenbildung Sachsen (EEB Sachsen) ist ein staatlich anerkannter Weiterbildungsträger für Erwachsenenbildung innerhalb der Evangelisch-Lutherischen Landeskirche Sachsens. Ihre Bildungsangebote werden vom Sächsischen Staatsministerium für Kultus gefördert. 1992 ist sie aus der „Gruppenorientierten Gemeindearbeit“ hervorgegangen, welche seit 1975 in der Bildungsarbeit tätig war. Als Landesstelle ist die EEB Sachsen für die Mitgliedseinrichtungen in Sachsen verantwortlich.

## Arbeitsbereiche
Die EEB Sachsen bietet Bildung und Beratung in sieben Fachbereichen an: Leitungskompetenz, Religion & Ethik, Alter und Generationen, Offene Kirche & Kirche im Tourismus, Politik, Kultur und Persönlichkeitsbildung.
Seit Herbst 2017 gibt es die Fachstelle „Offene Kirche und Kirche im Tourismus“. Die Aufgaben umfassen neben Beratung und Qualifizierung ehrenamtlich Mitarbeitender den Aufbau und die Pflege von Netzwerken. Zudem unterstützt die Fachstelle Kirchgemeinden bei der Beantragung der Signets „Verlässlich geöffnete Kirche“ und „Radwegekirche“ sowie bei der Beantragung von Zuschüssen für Projekte für „Offene Kirchen“.

## Geschichte
Die Evangelische Erwachsenenbildung Sachsen hat ihre Wurzeln in der „Gruppenorientierten Gemeindearbeit in der Ev.-Luth. Landeskirche Sachsens“ (GOG). Als Pilotprojekt Ende der 1960er/Anfang der 1970er Jahre etablierte sich die GOG als Erwachsenenbildung und Zugängen zum Lernen für Mitarbeiter der Kirchgemeinden, ehrenamtliche Leiter von Gemeindegruppen, Pfarrer, kritische und engagierte Gemeindeglieder, und Kirchvorsteher. Unter der Leitung von Regine Thiebach und Wolfgang Bartel bot sie seit 1971 nicht nur einen Langzeitkurs für Erwachsenenbildung an, sondern entwickelte auch Material für die Gemeinden, wie eine Methodensammlung und ein „Handbuch für Gruppenorientierte Gemeindearbeit“.
Die neuen gesellschaftlichen und politischen Verhältnisse nach 1990 machten auch für die Gruppenorientierten Gemeindearbeit eine Richtungsentscheidung notwendig. 1992 gründete sie sich als „Evangelische Erwachsenenbildung Sachsen“. Damit trat die Evangelische Erwachsenenbildung Sachsen aus dem engen Kontext der Kirchgemeinden heraus und auf den Bildungsmarkt. Verbunden waren damit die Vernetzung und Kooperation mit anderen – regionalen – Bildungseinrichtungen, wie Volkshochschulen, Gewerkschaften. Diese enge Vernetzung besteht bis heute in der "Landesarbeitsgemeinschaft Erwachsenenbildung".
Eine weitere Richtungsentscheidung war, dass sich die Evangelische Erwachsenenbildung Sachsen als freier Träger der Erwachsenenbildung im Freistaat Sachsen anerkennen ließ. Damit war es möglich, ihre Bildungsangebote durch das Sächsische Staatsministerium für Kultus fördern zu lassen. Die öffentliche Förderung der eigenen Veranstaltung war jedoch nicht der einzige Grund. Mit der Beteiligung am öffentlichen Erwachsenenbildungssystem unterstrich die Evangelische Erwachsenenbildung Sachsen ihren Anspruch und ihr Ziel, ihre Nische zu verlassen und ihre Arbeit auch außerhalb der Kirche bekannt zu machen.
Aufbauend auf den Langzeitkursen „Erwachsene Gemeinde“ und „Lernen mit Erwachsenen“ in den 1980er Jahren etablierte die Evangelische Erwachsenenbildung Sachsen das „Fernstudium Erwachsenenbildung“. Diese zertifizierte mehrjährige Weiterbildung ist Bestandteil des Angebots der Evangelischen Erwachsenenbildung Sachsen und wird auch von Menschen wahrgenommen, die nicht der Evangelischen Kirche angehören.
Mit der wachsenden Zahl von Kooperationen und Vernetzungspartnern im Bereich der Allgemeinen Weiterbildung in Sachsen und in Deutschland erweiterten sich das Selbstverständnis und die Aufgaben der Evangelischen Erwachsenenbildung Sachsen: Bildungseinrichtung mit evangelischem Profil auf der einen Seite und Plattform für Erfahrungsaustausch sowie Interessenvertreterin gegenüber der Landeskirche und staatlichen Stellen auf der anderen. Sie ist nicht nur Anbieter spezifischer Weiterbildung, sondern auch erfolgreich im Einwerben von Drittmitteln, Durchführen von Pilotprojekten sowie im Herstellen von Arbeitsmaterial.

## Organisation und Struktur
Die Evangelische Erwachsenenbildung Sachsen ist eine staatlich anerkannte Landesorganisation der Weiterbildung und wird vom Sächsischen Staatsministerium für Kultus gefördert. Sie vertritt den Bildungsansatz der Evangelischen Kirche in der zivilgesellschaftlichen Öffentlichkeit und gegenüber Einrichtungen des Freistaates Sachsen.
Die Evangelische Erwachsenenbildung Sachsen ist für Erwachsenenbildung innerhalb der Evangelisch-Lutherischen Landeskirche Sachsens zuständig. Ihre Mitglieder sind Kirchgemeinden und Kirchenbezirke, regionale Arbeitsgemeinschaften und Bildungseinrichtungen sowie Werke und Einrichtungen der Sächsischen Landeskirche.
Die Landeskonferenz ist die Mitgliederversammlung der Evangelischen Erwachsenenbildung Sachsen. Sie trifft sich regelmäßig mit der Landeskonferenz der Katholischen Erwachsenenbildung Sachsen. Die Landeskonferenz ist das Leitorgan.
Die Evangelische Erwachsenenbildung Sachsen unterhält eine Landesstelle in Dresden. Diese führt die Geschäfte des Verbundes und bietet Veranstaltungen und Dienstleistungen für Erwachsenenbildung im Bereich der Evangelisch-Lutherischen Landeskirche Sachsens an. Sie ist vom TÜV Thüringen e.V. mit dem Qualitätsentwicklungssystem für Bildungseinrichtungen QESplus zertifiziert. Die Geschäftsstelle versieht das nach den Richtlinien des Kultusministeriums des Freistaates Sachsens gestaltete Fördermittelmanagement ihrer Mitglieder.
Die Bildungsarbeit der Evangelischen Erwachsenenbildung Sachsen wird mitfinanziert durch Steuermittel auf der Grundlage des von den Abgeordneten des Sächsischen Landtags beschlossenen Haushaltes.

## Vernetzung
Die Evangelische ErwachsenenbildungSachsen ist Mitglied der Dachorganisation Deutsche Evangelische Arbeitsgemeinschaft für Erwachsenenbildung e. V. (DEAE).
Als Landesorganisation befördert sie die Professionalisierung der Erwachsenenbildung durch Weiterbildung und Vernetzung. Sie arbeitet als Teil des öffentlichen Bildungswesens auf Landes- und Bundesebene mit anderen Bildungseinrichtungen und Organisationen zusammen.